# Meniscomorpha mitica
Meniscomorpha mitica là một loài tò vò trong họ Ichneumonidae.